# Pseudoplatyura chiltoni
Pseudoplatyura chiltoni är en tvåvingeart som först beskrevs av Tonnoir 1927.  Pseudoplatyura chiltoni ingår i släktet Pseudoplatyura och familjen platthornsmyggor. Inga underarter finns listade i Catalogue of Life.